# 松谷蒼一郎
松谷 蒼一郎（まつたに そういちろう、1928年1月6日 - 2024年7月12日）は、日本の政治家、建設官僚。
内閣官房副長官（小渕内閣・第1次森内閣）、参議院議員（2期）を歴任した。

## 来歴
1953年（昭和28年）3月、東京大学工学部建築学科卒業。同年4月、建設省入省。1973年（昭和48年）、大阪府建築部建築指導課長に就任。1975年（昭和50年）7月、建設省住宅局住宅生産課長に就任。1978年（昭和53年）10月、建設省住宅局建築指導課長に就任。1979年（昭和54年）7月、建設省住宅局住宅建設課長に就任。1980年（昭和55年）7月、建設省住宅局参事官に就任。1982年（昭和57年）6月、建設省住宅局長に就任。1986年（昭和61年）、全国市街地再開発協会理事長に就任。1988年（昭和63年）4月、住宅・都市開発研究所理事長に就任。
1989年（平成元年）7月、第15回参議院議員通常選挙に落選。
1992年（平成4年）7月、第16回参議院議員通常選挙で初当選。
1996年（平成8年）1月、第1次橋本内閣で科学技術政務次官に就任。
1997年（平成9年）6月、参議院農林水産委員長に就任。
1998年（平成10年）7月、第18回参議院議員通常選挙で再選。
1999年（平成11年）10月、小渕第2次改造内閣で内閣官房副長官に就任（第1次森内閣でも留任）。
2004年（平成16年）7月、第20回参議院議員通常選挙で民主党の犬塚直史に敗れ、落選。
2024年（令和6年）7月12日9時45分、老衰のため東京都内の施設で死去した。96歳没。死没日付をもって正四位に叙された。

## エピソード
1984年に漫画家・池田理代子との不倫騒動が報道される。